# محور حسب الله الكفراوي
هو محور مروري يربط بين شوارع حي المعادي وحي المقطم بمدينة القاهرة تقاطعا مع الطريق الدائري و يبدأ من شارع اللاسلكي بالمعادي وصولا لشارع ٩ بالمقطم مرورا بطريق النصر وشارع السعادة بالمعادي ومحور الشهيد بالمقطم تم افتتاحه في ديسمبر 2021